# Avraham Michaeli
Pour les articles homonymes, voir Michaeli.
Avraham Michaeli (hébreu : אברהם מיכאלי), né le 29 mars 1957 en Géorgie, est un homme politique israélien, membre de la Knesset pour le parti ultra-orthodoxe Shass.

## Biographie
Il est né à Kulashi en Géorgie, il fait son aliyah le 29 juin 1971. Il étudie à l'université Bar-Ilan. Il entre à la Knesset en 2009. Il vit à Or Yehuda.